# Genaro Alamilla Arteaga
Genaro Alamilla Arteaga (* 21. Juni 1914 in Mexiko-Stadt; † 20. November 2004) war ein mexikanischer Geistlicher und römisch-katholischer Bischof von Papantla.

## Leben
Genaro Alamilla Arteaga empfing am 10. Oktober 1943 die Priesterweihe.
Papst Paul VI. ernannte ihn am 13. Juli 1974 zum Bischof von Papantla. Die Bischofsweihe spendete ihm der Apostolische Delegat in Mexiko, Mario Pio Gaspari, am 19. September desselben Jahres; Mitkonsekratoren waren Ernesto Corripio y Ahumada, Erzbischof von Antequera, und Emilio Abascal y Salmerón, Erzbischof von Jalapa.
Papst Johannes Paul II. nahm am 26. Januar 1980 seinen Verzicht auf das Bistum Papantla an und ernannte ihn zum Weihbischof in Mexiko-Stadt.
Am 10. Oktober 1989 nahm Papst Johannes Paul II. seinen altersbedingten Rücktritt an.